# 長清東莊堂
長清東莊堂是中國山東省濟南市的一家天主教聖堂，位於長清區東莊。
教堂於1913年建成，屬巴洛克建築風格，由德國方濟會舒乃伯神父捐資修建。歷史上多次被挪作他用，1982年歸還教會。
東莊堂區先後出現了十位修女、七位神父，被譽為「是繼胡莊之後的第二大聖召搖籃」。